# حي الفضل (بغداد)
حي الفضل من مناطق العاصمة العراقية تقع في الرصافة   شرق بغداد، ويعتبر من أحياء بغداد القديمة.

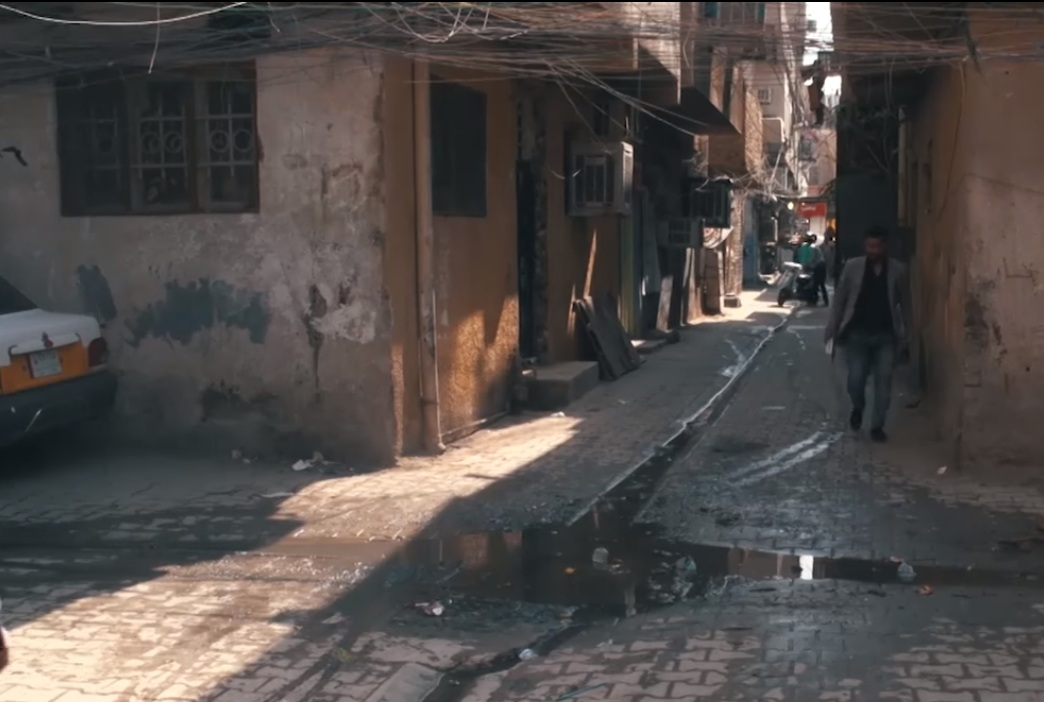
زقاق بحي الفضل كما صوّرت في مارس 2018 تظهر نقص الخدمات المدنية فيها.

## التسمية
نسبة إلى جامع الفضل الذي أنشأ بالقرب من قبر الفضل ابن سهل بن بشر الشافعي الواعظ البغدادي المتوفي سنة 548 هـ.
وقيل نسبة إلى الفضل بن الربيع حاجب الخليفة هارون الرشيد.

## حي الفضل في العهد العباسي
يعتبر من أحياء بغداد القديمة، ويقع في جانب (الرصافة) الذي أنشأه أبو جعفر المنصور في الجانب الشرقي من دجلة، وأوكل أمره إلى ابنه المهدي، وشيّد فيه جامع الرصافة وهو من أكبر مساجد بغداد في عهد الدولة العباسية، بعد جامع المنصور في الجانب الغربي. وقد زال جامع المنصور تماما حتى لا يعرف أحد موقعه الصحيح. أما جامع الرصافة، فإنه قد نال حظه الكامل من التدمير، ولكن بقيت منه بقايا هي اليوم (جامع الفضل) الذي لا يزال يحتل موقعه في وسط الرصافة، ويؤدي دوره ليس بيتا للعبادة فحسب، بل ومدرسة دينية للتعليم، وداراً للندوة لأهل الحي. وقد شيدت حول صحنهِ غرف كثيرة لإيواء طلبة العلوم الدينية، ويحتل ركناً من أركانه مرقد الإمام محمد الفضل، ويقال أيضاً أنه ضريح الأمير (الفضل بن عبد الملك الهاشمي العباسي) الذي كان من أكابر أعيان بني العباس، والذي كان يشغل منصب أمير الحج في موسم الحج، وقد حج بالناس، نيابة عن الخليفة بصفته اميراً للحج، ثم توفي في بغداد سنة 307هـ/919م ودفن في هذا الجامع الذي كان يشغل منصب الإمامة فيه.
وقد كان هذا الجامع موضع العناية دوماً حتي أجريت إليهِ قناة من ماء نهر دجلة (ويبعد عنه النهر مسافة كيلو مترين)، وتنتهي القناة في بركة تجاوره مسقوفة بقبة قائمة إلى عهد قريب ثم هدمت، وكانت القناة تمد بالماء ليس المصلين فحسب، بل وأهل الحي أيضاً، مثلما كان الوضع بالنسبة لقناة جامع الشيخ عبد القادر الجيلاني.
وفي عهد سليمان باشا الكبير عام 1211هـ أمر بشراء بعض الدور المجاورة لهُ وألحقها بهِ وبنى فيهِ منارة مئذنة شاهقة مزينة بالكاشي الكربلائي ويحتوي على مصلى كبير وجعل فيه مدرسة دينية وفي محيطهِ عدد من الغرف.

## مشايخ وأعيان الفضل
حي الفضل رغم كثرة أسواقه، فإن ما غلب عليه هو الاهتمام بالعلوم الدينية والتصوف، ففيه (تكية آل الشيخ قمر) حيث يجد الفقراء والغرباء الملجأ للمبيت وتناول الطعام. وقد برز فيه واحد من كبار المشايخ هو الشيخ محمد سعيد النقشبندي المتوفي سنة 1830م الذي يعد في زمانه أبرز مشايخ الطريقة النقشبندية في بغداد، ومن علماء علم الحديث. وقد ورث عنه مركزه حفيده الشيخ بهاء الدين النقشبندي الذي كان من أكابر الفقهاء علاوة على تمثيله حي (الفضل) في البرلمان العراقي طيلة فترة العهد الملكي. ومن أبرز الشخصيات الدينية في أواخر القرن التاسع عشر وأوائل القرن العشرين هو العلامة عبد الوهاب النائب، وكان من أعيان العراق وكان فقيه وأديب، وقد شغل منصب الأستاذية في (جامعة آل البيت)، وذكر أنه أنشأ عدة مدارس من ماله الخاص. ولهُ تصانيف كثيرة، منها كتاب (الإلهام في تعارض علم الكلام)، ومنظومة في المنطق، وديوان في الخطب المنبرية وغيرها، كما أن لهُ أبناء عملو في مجال العلم والدين والقانون هم الشيخ حسن فهمي والشيخ حسين فوزي والسيد كمال والسيد جلال والسيد خالد والسيد علاء الدين الذي شغل منصب قاضي في القضاء المدني. ومن البارزين من العلماء في هذا الحي الشيخ عبد المحسن الطائي، وابنه الشيخ كمال الدين مؤسس (جمعية الهداية الإسلامية) ورئيس تحرير مجلتها.
برز في حي الفضل عدد من مشاهير قراء القرآن الكريم، ومنهم القارئ ياسين طه العزاوي الذي ولد في الحي ونشأ فيه، ومن أبرزهم الشيخ مهدي بن فزع العزاوي أيضاً، والذي كان أول من تلا القرآن في إذاعة بغداد عند افتتاحها سنة 1934، وكان يترأس مجالس تلاوة قصة المولد النبوي، ليس في جامع الفضل فحسب، بل وفي البيوت أيضا، عند إقامة تلك المجالس بمناسبات الأفراح والأتراح، ويشاركه في ذلك مساعده (ابن شعبان) أحد أبناء الحي. ثم هناك أسرة (آل القدسي) التي تخصص أبناؤها في إحياء حلقات الذكر، ومن أبناء حي الفضل، الشيخ عبد القادر القيسي، خطيب جامع الإمام الأعظم، وأستاذ علم القرآن في الكلية الملحقة بالجامع، وهو أيضا من عائلة دينية، إذ كان أبوه الشيخ عبد الرزاق من كبار العلماء (ومن عائلته الوزير جميل عبد الوهاب).

## مدرسة الفضل
شهد الحي أول مدرسة ابتدائية اسست في عهد الدولة العثمانية باسم (مدرسة الفضل) ولا تزال المدرسة قائمة حتى يومنا هذا.

## مثقفو الفضل في العصر الحديث
ومن أبرز مثقفي هذا الحي فهمي بن عبد الرحمن المدرس الخزرجي المتوفي سنة 1944. وهو كاتب عراقي شارك في النهضتين الفكرية والسياسية منذ العهد العثماني، فدرس في جامعة استانبول، وتولي رئاسة تحرير عدة صحف، وكان من مؤسسي (حزب العهد العربي) في إسطنبول للمطالبة بحقوق العرب، ثم ترأس الديوان الملكي العراقي في عهد الملك فيصل الأول، وكان من معارضي الإنكليز الذين نفوه أيام الانتداب. ومن أبناء الفضل المثقفين عبد الكريم العلاف المتوفي سنة 1969، الشاعر والأديب. صنف عددا من الكتب أكثرها في تاريخ الأدب، مثل (أيام بغداد) و(الطرب عند العرب) و(القيان) وغيرها.
وبرز من أهل الفضل عدد من كبار المحامين، مثل عباس العزاوي، أحد أعضاء المجمع العلمي العراقي والمجمع العلمي العربي بدمشق، ومصنف موسوعتين هما (تاريخ العراق بين احتلالين) أي الاحتلال المغولي والاحتلال البريطاني في 7 مجلدات، و(موسوعة العشائر العراقية) سالفة الذكر في (5) مجلدات. وهناك أيضا المحامي البارز (شاكر الغصيبة العزاوي) ثم المحامي عبد الرزاق شبيب الذي تولّى رئاسة نقابة المحاميين العراقية.

## سكان الحي من السياسيين والعسكريين
لعل من أبرز أبناء هذا الحي هو عبد الكريم قاسم رئيس الوزراء والقائد العام للقوات المسلحة العراقية ووزير الدفاع بالوكالة ومن أحد قادة ثورة 14 تموز 1958، والأخوين ياسين الهاشمي وأخوه طه الهاشمي، اللذان بلغا أعلى الرتب المتاحة في العهد العثماني للعسكريين، وكانا من مؤسسي الجيش العراقي. وكان من مؤسسين الجيش العراقي ومن أهل الفضل العميد إبراهيم حمدي الذي تقلد مناصب كثيرة في الجيش العراقي وسمي من أوائل الأفواج باسمه كما أصبح مدير الأمن والاستخبارات وهي بمثابة وزير الداخلية في أوائل تأسيس الدولة العراقية وهو والد الأستاذ الدكتور طارق إبراهيم حمدي والمحامي خليل إبراهيم حمدي. وفي الميدان السياسي تولّى كل منهما منصب رئيس الوزراء، (وقد كان أبوهما السيد سلمان مختار حي الفضل) ومثلهما رفيقهما السياسي العراقي البارع (نوري السعيد) الذي تولّى رئاسة الوزراء أكثر من عشر مرات.
وبرز كثيرون من أبناء الحي في العهد العثماني، أغلبهم من قبيلة (العزة) التي يشكل أبناؤها نسبة عالية من أهل (الفضل) نال عدد مهم رتبة الباشوية، إذ كانت تلك القبيلة من أهم القبائل التي قاتلت إلى جانب القوات العثمانية ضد الصفويين في العراق، ومن هؤلاء الباشوات، صبري باشا وأحمد جودت باشا وزكي باشا وحسن وشاكر آل غصيبة، ممن ذكرهم عباس العزاوي في كتابه (موسوعة العشائر العراقية)، ومن أبناء هذه العشيرة مثل اللواء إبراهيم الحاج خلف، واللواء يوسف العزاوي، والعقيد كامل شبيب أحد قادة انقلاب سنة 1941، والعقيد عبد العزيز الشيخ علي الذي قتل على أسوار القاعدة البريطانية في الحبانية سنة 1941، ومن أهل الفضل، اللواء طاهر محمد القيسي الذي قاد أول مجموعة عسكرية عراقية دخلت فلسطين سنة 1948، ورابطت في مثلث (نابلس ـ جنين ـ طولكرم) وطهرته من الوجود الإسرائيلي. ومن العسكريين أيضا اللواء عبد المطلب الأمين أحد كبار الأكاديميين العسكريين الذي كان أول سفير عراقي في أندونيسيا. وقبله هناك العقيد الطيار محمد علي جواد قائد سلاح الجو العراقي، وكان واحدا من سبعة طيارين تدربوا في بريطانيا، وأصروا على قيادة طائراتهم سنة 1931 من لندن إلى بغداد، ورفضوا شحنها بحرا (كما كان مقررا)، فكان ذلك حدثا تاريخيا بتأسيس أول قوة جوية عربية.

## الزورخانة
وقد كان في هذا الحي نادي تقليدي لرياضة تسمي (زرخانة)، أي (نادي القوة)، وفيها تخرج العشرات من كبار المصارعين، ومن أبرزهم الحاج محمد بن ابريسم الذي كان صوفي، ولكن شهرته تعتمد لأنه رئيس (المصارعين) في العراق، والبطل عباس الديك الذي تغلب على أقوى مصارع عالمي ألماني الجنسية هو (الهر كريمر)، في أوائل عقد الثلاثينات من القرن العشرين.